# Crimson Sea 2
Crimson Sea 2 (紅の海２, Kurenai no Umi 2) est un jeu vidéo de tir à la troisième personne développé et édité par Koei, sorti en 2004 exclusivement sur PlayStation 2.
Il fait suite à Crimson Sea, sorti exclusivement sur Xbox.

## Accueil
- Electronic Gaming Monthly : 7,17/10[2]
- Eurogamer : 6/10[3]
- Famitsu : 32/40[4]
- Game Informer : 7/10[5]
- GamePro : 3/5[6]
- GameSpot : 7,4/10[7]
- GameSpy : 4/5[8]
- GameZone : 8,9/10[9]
- IGN : 8,4/10[10]